# Sbitov Pavlo Olegovich
Pavlo Olehovych Sbytov (22 de outubro de 1994 – 12 de março de 2022) foi um capitão das Forças Armadas da Ucrânia, foi participante da guerra russo-ucraniana.

## Biografia
Pavlo Sbytov nasceu em 22 de outubro de 1994 na vila de Berezets, na comunidade Komarno do distrito de Lviv da região de Lviv da Ucrânia.
Estudou no Berezets ZZSO (2009). Ele se formou no Lviv State Lyceum com treinamento militar e físico aprimorado em homenagem aos Heróis de Kruty (2012), a Faculdade de Combate ao Uso de Tropas da Academia Nacional de Forças Terrestres em homenagem a Peter Sagaidachny. Após a formatura, foi enviado para o 503º Batalhão de Fuzileiros Navais Destacados (em 2017 tornou-se comandante), com o qual passou para o front.
Em 2019, junto com seu batalhão, participou do exercício militar multinacional Agile Spirit 2019 ("Smart Spirit 2019") na Geórgia, onde foi premiado como um dos melhores militares.
Sbitov morreu em 12 de março de 2022 na guerra russo-ucraniana.